# Plectris delicatula
Plectris delicatula är en skalbaggsart som beskrevs av Blanchard 1850. Plectris delicatula ingår i släktet Plectris och familjen Melolonthidae. Inga underarter finns listade i Catalogue of Life.